# Turkmenistan na Letnich Igrzyskach Paraolimpijskich 2008
Turkmenistan na Letnich Igrzyskach Paraolimpijskich reprezentowało 3 zawodników.

## Kadra

### Podnoszenie ciężarów
- Ovez Orjiyev
- Mayagozel Pekiyeva
- Valentina Simakova